# Agnieszka Makówka

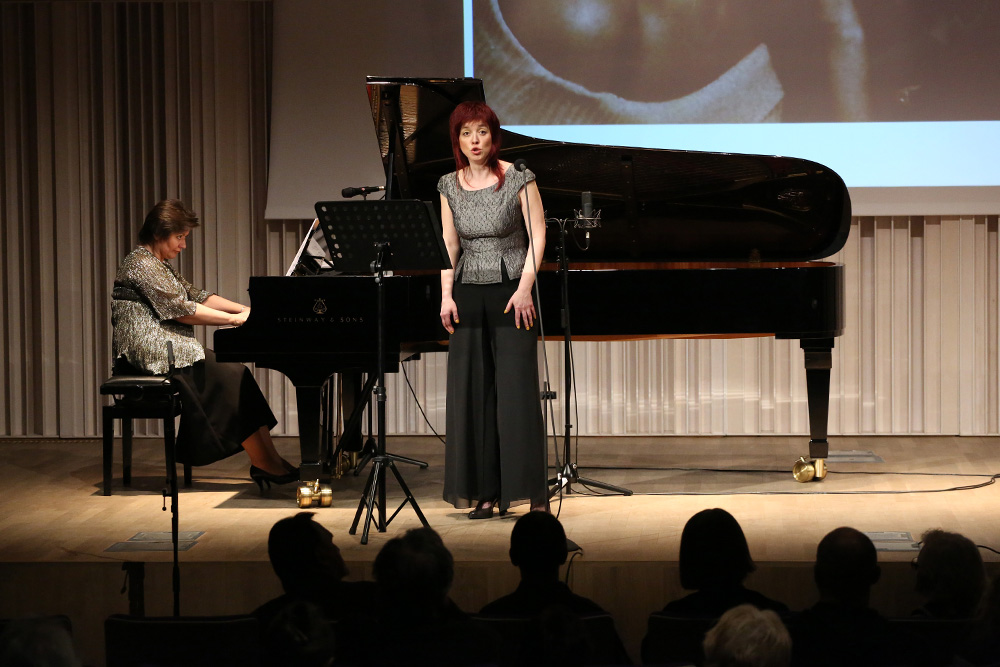
Agnieszka Makówka, marzec 2016

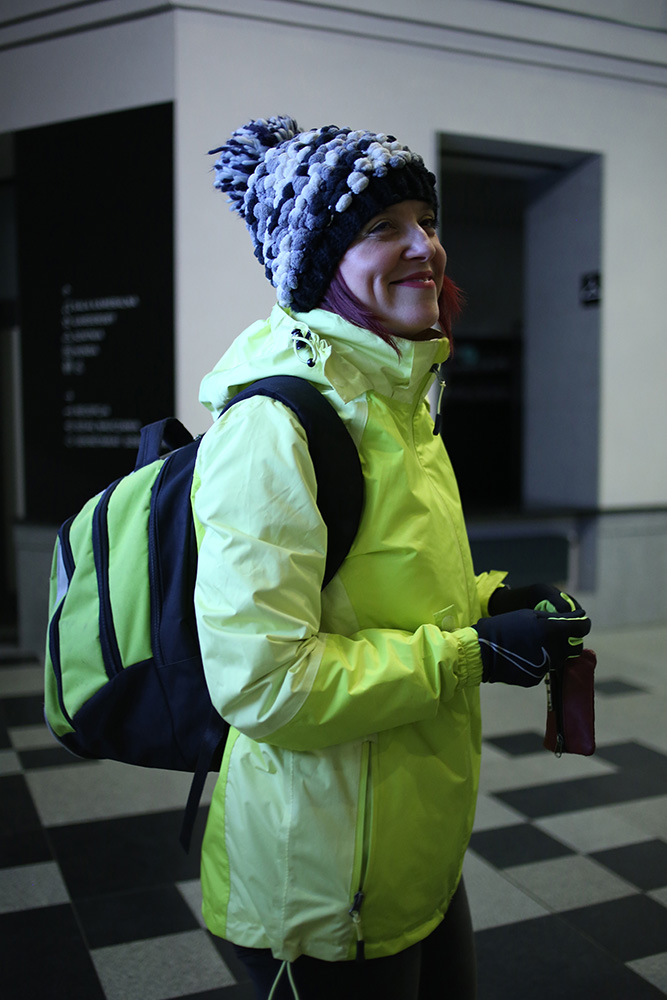
Agnieszka Makówka, marzec 2016

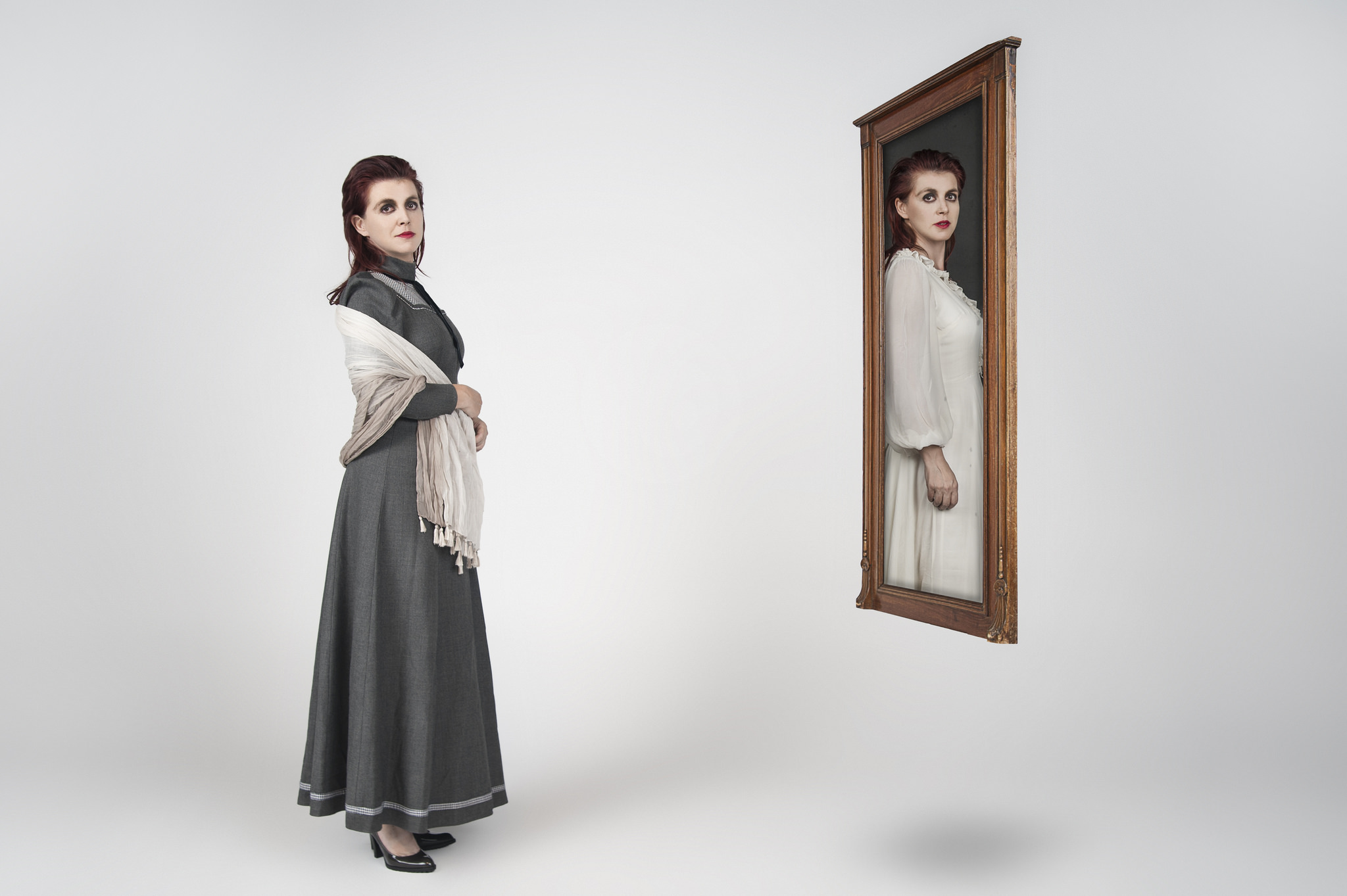
Agnieszka Makówka, Projekt „Metropolis”, 2015

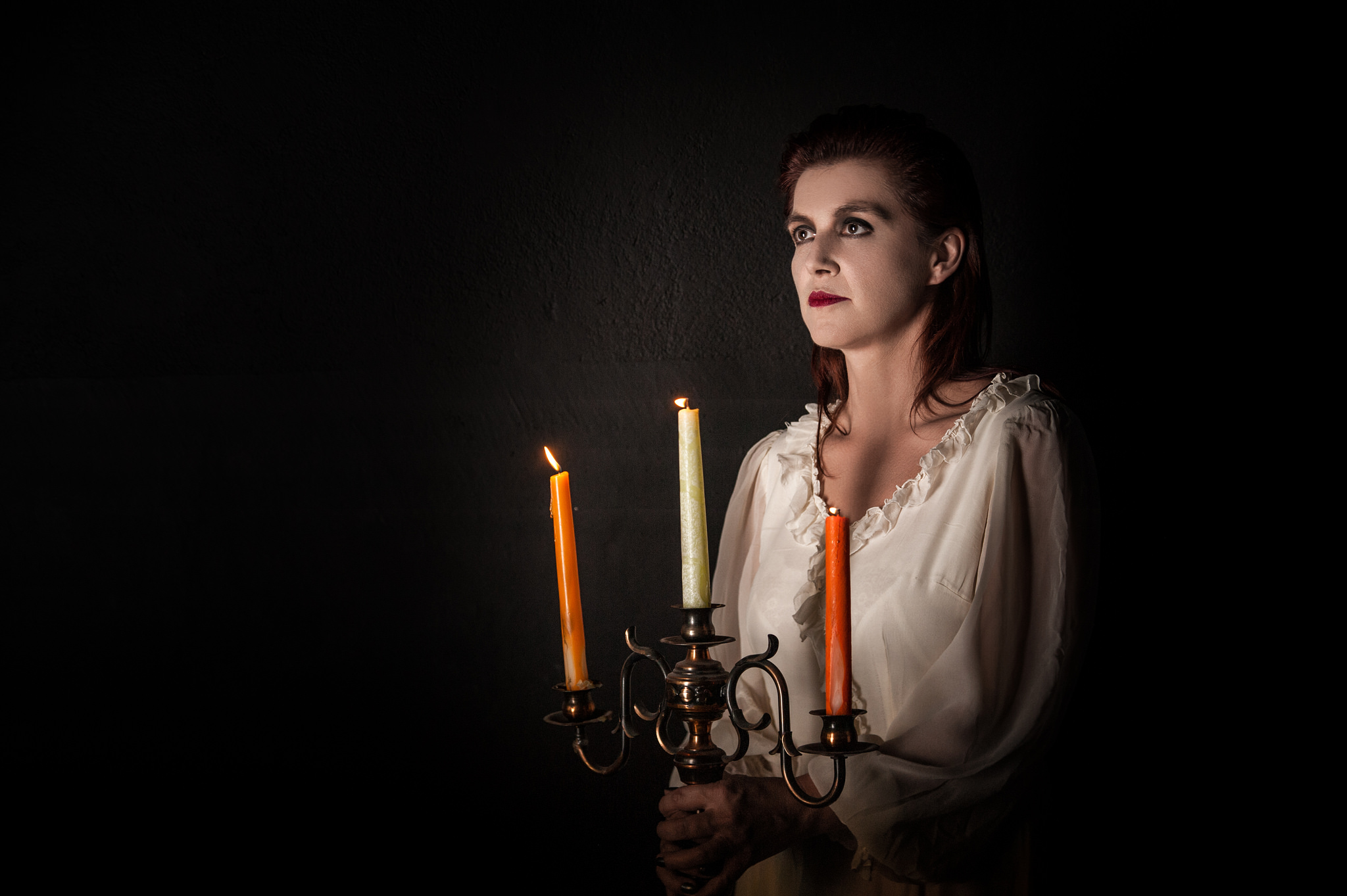
Agnieszka Makówka, Projekt „Metropolis”, 2015

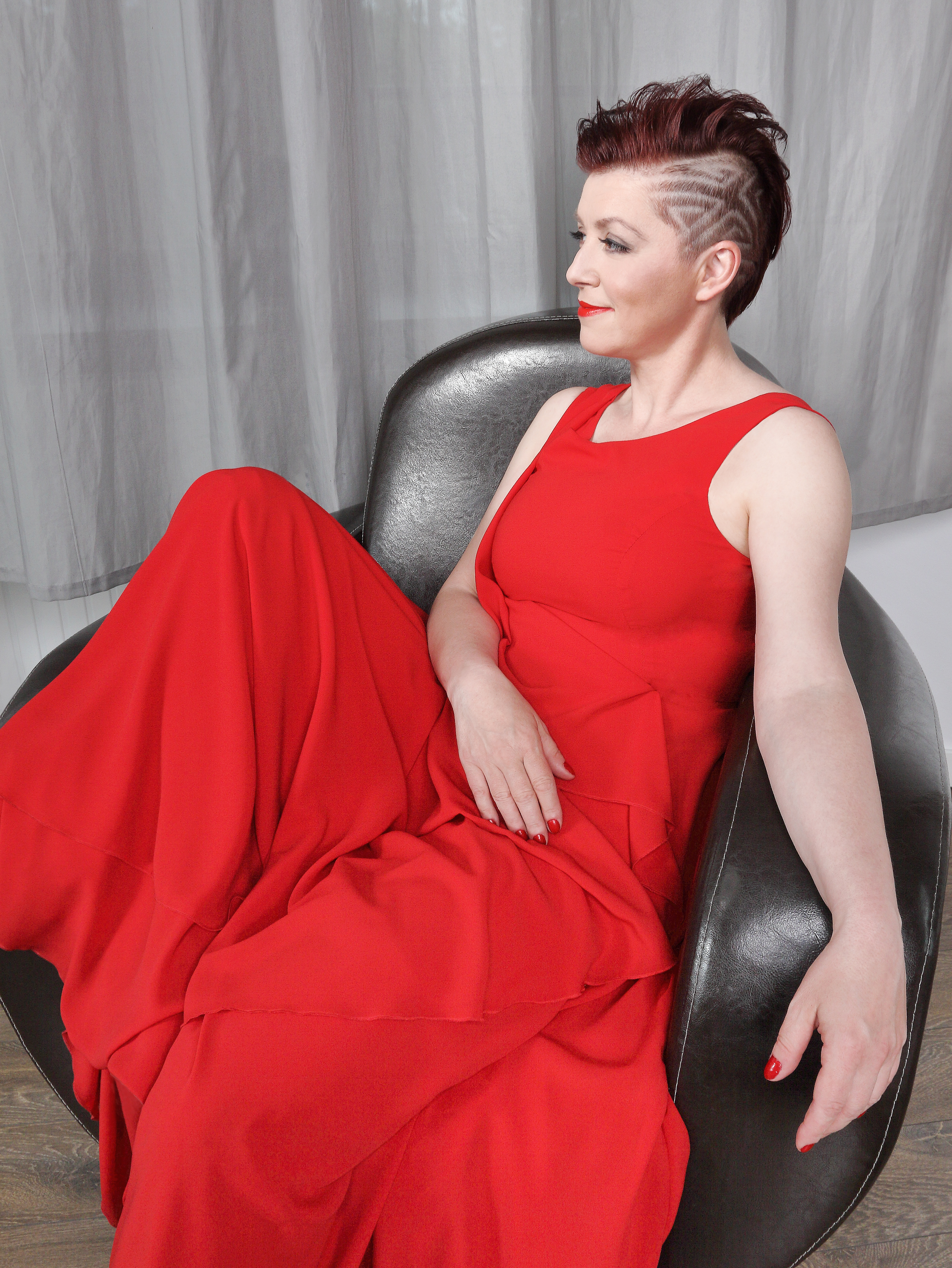
Agnieszka Makówka, fot. Tomasz Przybył, 2017

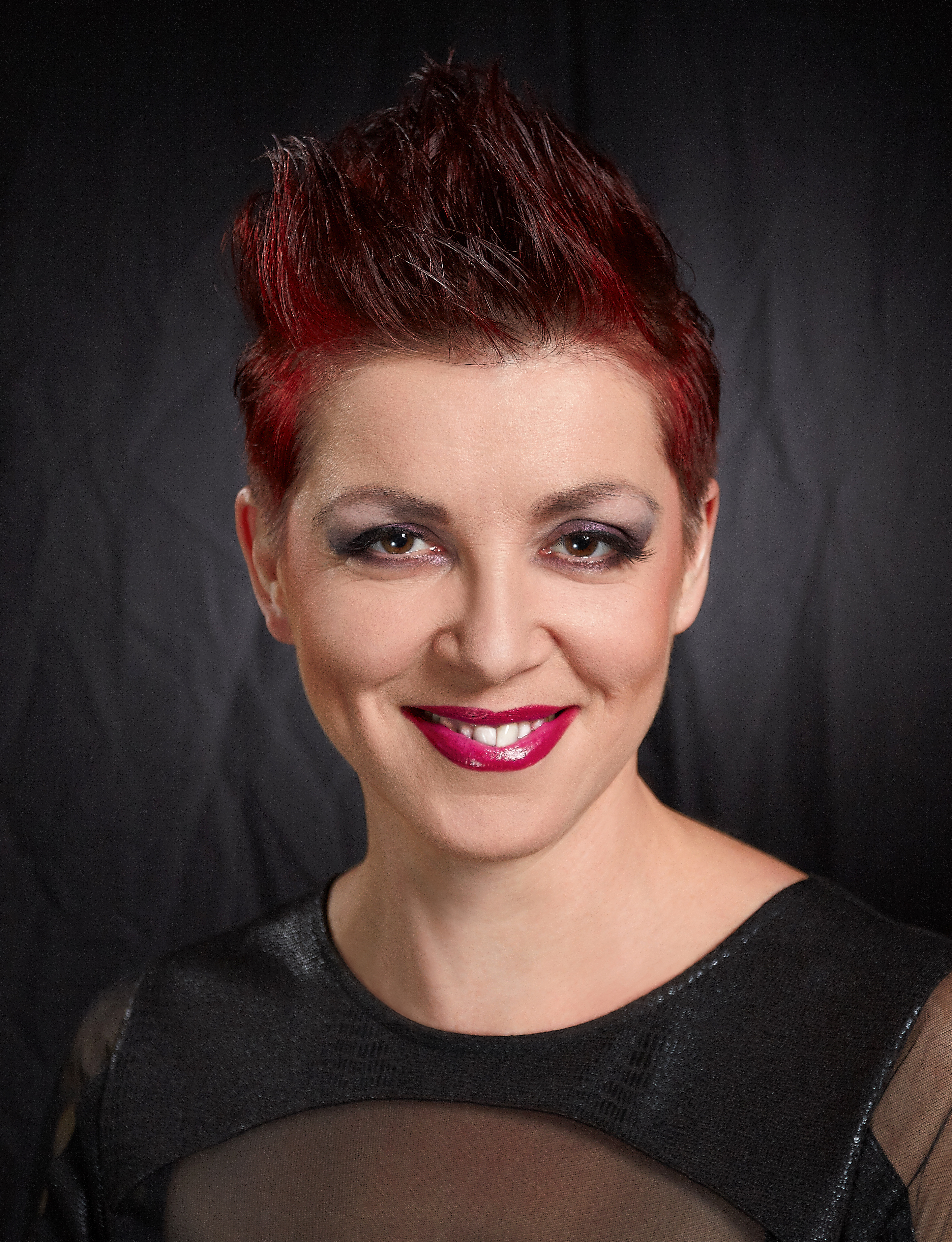
Agnieszka Makówka, fot. Tomasz Przybył, 2018

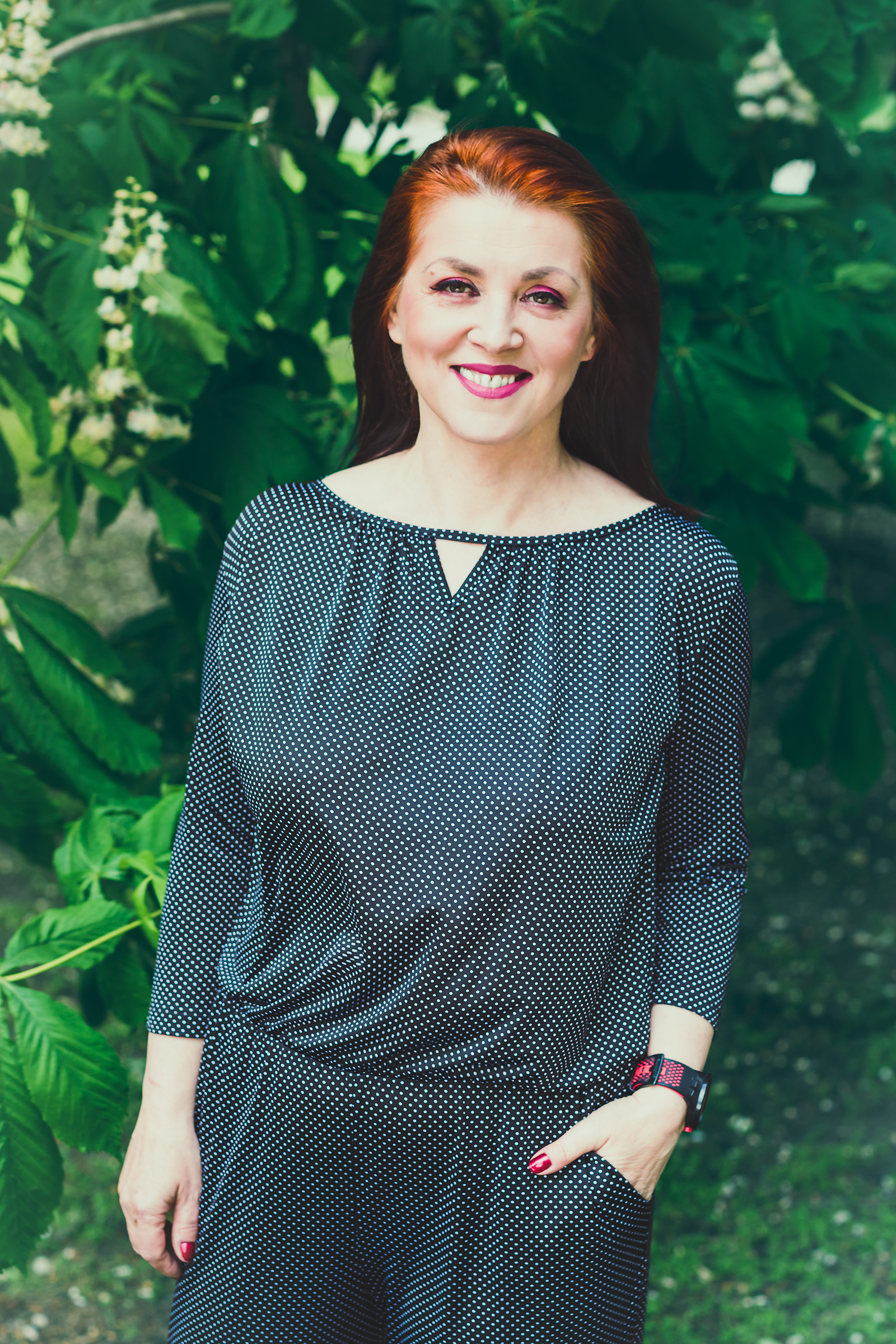
Agnieszka Makówka, fot. Filip Marszał, 2020

Agnieszka Makówka (ur. 12 kwietnia 1972 w Łodzi) – polska śpiewaczka operowa (mezzosopran), operetkowa, musicalowa oraz aktorka.

## Życiorys
Jest córką Krystyny z domu Krauze oraz Bogusława Makówki. Agnieszka Makówka ma córkę – Helenę.
Śpiewem zainteresowała się już we wczesnej młodości. Po sukcesach (dwukrotnie pierwsza nagroda w kategorii solistów) na przeglądach piosenki turystycznej Yapa w Łodzi rozpoczęła naukę śpiewu w wieku 16 lat. Uczyła się w Państwowej Szkole Muzycznej II stopnia im. Stanisława Moniuszki w Łodzi pod okiem Dariusza Grabowskiego.
W 1996 r. ukończyła z wyróżnieniem Akademię Muzyczną im. Grażyny i Kajetana Bacewiczów w Łodzi w klasie prof. Jadwigi Pietraszkiewicz.
Studia podyplomowe ukończyła w 1998 r. w Hochschule fur Music und Darstellende Kunst „Mozarteum” w Salzburgu u prof. Horiany Branisteanu.
W latach 1996–1998 uczestniczyła w kursach wokalnych u takich śpiewaków jak: Brigitte Fassbaender, Sherrill Milnes, Fiorenza Cossotto.
Będąc jeszcze studentką, w 1995 r., rozpoczęła współpracę z Teatrem Wielkim w Łodzi debiutując jako Jadwiga w Strasznym Dworze Stanisława Moniuszki. Od 1998 r. jest solistką Teatru Wielkiego w Łodzi, gdzie wystąpiła w wielu operach, spektaklach i projektach.
Od roku 2010 jest aktywnym działaczem społecznym i związkowym, a od roku 2014 jest przewodniczącą NSZZ Pracowników Kultury i Sztuki przy Teatrze Wielkim w Łodzi.
Od 2015 roku jest członkiem Związku Artystów Scen Polskich – przedstawicielką łódzkich teatrów w sekcji teatrów muzycznych, a od listopada 2021 roku pełni funkcję prezesa łódzkiego oddziału ZASP.
Od 2020 r. realizuje się jako aktorka, współpracując z Teatrem Małym w Łodzi oraz Teatrem Logos.

## Repertuar

### Opery (Teatr Wielki w Łodzi)
- Czarodziejski flet Wolfgang Amadeus Mozart – Trzecia dama, kierownictwo muzyczne, premiera – 16 grudnia 1995 r.;
- Makbet Giuseppe Verdi – Dama, kierownictwo muzyczne – Tadeusz Kozłowski, reżyseria – Laco Adamik, premiera – 25 września 1999 r.;
- Carmen Georges Bizet – Carmen, Mercedes, kierownictwo muzyczne – Tadeusz Kozłowski, reżyseria – Jarosław Marszewski, premiera – 23 października 1999 r.;
- Zemsta nietoperza Johann Strauss – Orłowski, kierownictwo muzyczne – Tadeusz Kozłowski, inscenizacja i reżyseria – Robert Skolmowski, premiera – 27 listopada 1999 r.;
- Madame Butterfly Giacomo Puccini – Suzuki, kierownictwo muzyczne – Jacek Boniecki, inscenizacja i reżyseria – Jarosław Marszewski, premiera – 5 lutego 2000 r.;
- Dialogi karmelitanek Francis Poulenc – Matka Maria, kierownictwo muzyczne – Tadeusz Kozłowski, reżyseria, scenografia – Krzysztof Kelm, polska prapremiera – 4 marca 2000 r.;
- Czarodziejski flet Wolfgang Amadeus Mozart – Trzecia Dama, kierownictwo muzyczne – Aleksander Tracz, Kazimierz Wiencek, inscenizacja i reżyseria – Robert Skolmowski, premiera – 15 kwietnia 2000 r.;
- Echnaton Philip Glass – Nefretete, kierownictwo muzyczne – Tadeusz Kozłowski, inscenizacja i reżyseria, scenografia – Henryk Baranowski, polska prapremiera – 20 maja 2000 r.;
- Falstaff Giuseppe Verdi – Meg Page, kierownictwo muzyczne – Marco Balderi, reżyseria – Wojtek Biedroń, premiera – 9 lutego 2002 r.;
- Purytanie Vincenzo Bellini – Henrietta, kierownictwo muzyczne – Tadeusz Kozłowski, reżyseria i choreografia – Gray Veredon, premiera – 27 kwietnia 2002 r.;
- Halka Stanisław Moniuszko – Zofia, kierownictwo muzyczne – Antoni Wicherek, reżyseria i scenografia – Krzysztof Kelm, premiera – 8 czerwca 2002 r.;
- Rigoletto Giuseppe Verdi – Magdalena, kierownictwo muzyczne – Lukas Beikircher, reżyseria – Marianne Berglöf, premiera – 29 maja 2004 r.;
- Moc przeznaczenia Giuseppe Verdi – Preziosilla, kierownictwo muzyczne – Tadeusz Kozłowski, inscenizacja i reżyseria – Robert Skolmowski, premiera – 19 czerwca 2004 r.;
- Lukrecja Borgia Gaetano Donizetti – Maffio Orsini, kierownictwo muzyczne – Tadeusz Kozłowski, reżyseria – Maciej Prus, prapremiera polska – 18 grudnia 2004 r.;
- Makbet Giuseppe Verdi – Dama, kierownictwo muzyczne – Tadeusz Kozłowski, reżyseria – Tomasz Konina, premiera – 5 lutego 2005 r.;
- Impresario w opałach Domenico Cimarosa – Doralba, kierownictwo muzyczne – Bogdan Olędzki, reżyseria – Robert Skolmowski, premiera – 7 maja 2005 r. (scena kameralna);
- Mały kominiarczyk Benjamin Britten – Pani Baggott, kierownictwo muzyczne – Piotr Wujtewicz, reżyseria: Roberto Skolimowski;
- Aida Giuseppe Verdi – Amneris, kierownictwo muzyczne – Tadeusz Kozłowski, reżyseria – Marek Weiss-Grzesiński, premiera – 18 lutego 2006 r.;
- Łucja z Lammermooru Gaetano Donizetti – Alicja, kierownictwo muzyczne – Piotr Wujtewicz/Tadeusz Kozłowski, reżyseria wznowienia – Waldemar Stańczuk, współpraca reżyserska – Maria Szczucka, premiera wznowieniowa – 18 marca 2006 r.;
- Halka Stanisław Moniuszko – Zofia, kierownictwo muzyczne – Kazimierz Wiencek, reżyseria – Kazimierz Kowalski, premiera – 28 października 2006 r.;
- Carmen Georges Bizet – Carmen, kierownictwo muzyczne – Tadeusz Wojciechowski, inscenizacja i reżyseria – Laco Adamik, premiera – 18 listopada 2006 r.;
- Hrabina Stanisław Moniuszko – Bronia, kierownictwo muzyczne – Kazimierz Wiencek, reżyseria – Kazimierz Kowalski, premiera – 29 września 2007 r.;
- Opowieści Hoffmanna Jacques Offenbach – Niclas, kierownictwo muzyczne -Tadeusz Kozłowski, inscenizacja, reżyseria i choreografia – Giorgio Madia, premiera – 15 grudnia 2007 r.;
- Eugeniusz Oniegin Piotr Czajkowski – Olga, kierownictwo muzyczne – Andrzej Straszyński, reżyseria – Wiesław Ochman, premiera – 23 lutego 2008 r.;
- Włoszka w Algierze Gioacchino Rossini – Izabella, kierownictwo muzyczne – Antoni Wicherek, reżyseria i scenografia – Michał Znaniecki, premiera – 26 kwietnia 2008 r.;
- Czarodziejski flet Wolfgang A. Mozart – Papagena, kierownictwo muzyczne – Łukasz Borowicz, reżyseria i dekoracje – Waldemar Zawodziński, premiera – 20 grudnia 2008 r.;
- Rusałka Antonín Dvořák – Jeżibaba, reżyseria: Tomasz Cyz, kierownictwo muzyczne: Łukasz Borowicz, premiera – 6 marca 2010 r.;
- Dama pikowa Piotr Czajkowski – Polina, produkcja oryginalna Teatru Wielkiego-Opery Narodowej przy współpracy Teatru Wielkiego w Łodzi oraz The Israeli Opera TEL-AVIV-YAFO, kierownictwo muzyczne: Tadeusz Kozłowski, reżyseria: Mariusz Treliński, premiera – 25 września 2010 r.;
- Kochankowie z klasztoru Valdemosa Marta Ptaszyńska – George Sand, libretto: Marta Ptaszyńska, Janusz Krasny-Krasiński, kierownictwo muzyczne: Wojciech Michniewski, reżyseria i scenografia: Tomasz Konina, światowa prapremiera – 18 grudnia 2010 r.;
- Zamek Sinobrodego Bela Bartók – Judyta, Dydona i Eneasz Henry Purcel – Dydona, libretto: Bela Balazs (Zamek Sinobrodego), Nahun Tate (Dydona i Eneasz), kierownictwo muzyczne: Łukasz Borowicz, reżyseria: Jacek Gąsiorowski, premiera – 5 marca 2011 r.;
- Maria Stuarda Gaetano Donizetti – Elżbieta, libretto: Giuseppe Bardari, kierownictwo muzyczne: Ruben Silva, reżyseria: Dieter Kaegi, premiera – 15 października 2011 r.;
- Madame Butterfly Giacomo Puccini – Suzuki, libretto: Ligi Illica i Giuseppe Giacosa, koncert inscenizowany w Teatrze im.S.Jaracza, kierownictwo muzyczne : Tadeusz Kozłowski, reżyseria scen: Janina Niesobska, premiera – 10 marca 2012 r.;
- Anna Boleyn Gaetano Donizetti– Giovanna Seymour, kierownictwo muzyczne: Eraldo Salmieri, reżyseria, ruch sceniczny: Janina Niesobska, premiera: 6 kwietnia 2013 r.;
- Traviata Giuseppe Verdi – Flora, kierownictwo muzyczne: Eraldo Salmieri, reżyseria, inscenizacja: Janina Niesobska, Waldemar Zawodziński, premiera: 27 kwietnia 2013 r.;
- Madame Butterfly Giacomo Puccini – Suzuki, libretto: Ligi Illica i Giuseppe Giacosa, koncert inscenizowany, kierownictwo muzyczne: Tadeusz Kozłowski, reżyseria scen: Janina Niesobska, premiera – 22 czerwca 2013 r.;
- Cyrulik sewilski Gioacchino Rossini – Berta, kierownictwo muzyczne: Eraldo Salmieri, reżyseria, inscenizacja: Natalia Babińska, scenografia: Diana Marszałek, premiera 11 stycznia 2014 r.;
- Straszny dwór Stanisław Moniuszko – Jadwiga, kierownictwo muzyczne: Piotr Wajrak, reżyseria: Krystyna Janda, premiera 18 października 2014 r. (spektakl jubileuszowy na 60 lecie opery w Łodzi 17 października 2014);
- Trubadur Giuseppe Verdi – Azucena, kierownictwo muzyczne: Eraldo Salmieri, reżyseria: Laco Adamik, premiera 24 listopada 2014 r.;
- Baron cygański Johann Strauss – Czipra, Mirabella, kierownictwo muzyczne: Bassem Akiki, reżyseria, scenografia: Tomasz Konina, premiera 21 marca 2015 r.;
- Noc w Wenecji Johann Strauss II – Agricola, kierownictwo muzyczne: Wojciech Rodek, reżyseria: Artur Hofman, premiera 29 stycznia 2016 r.;
- Don Giovanni W.A. Mozart – Zerlina, kierownictwo muzyczne Tadeusz Kozłowski, reżyseria: Andrzej Hanuszkiewicz;
- Napój miłosny G. Donizetti – Gianetta, kierownictwo muzyczne: Tadeusz Kozłowski, reżyseria: Roberto Skolmowski;
- Nabucco G. Verdi – Fenena, kierownictwo muzyczne: Andrzej Straszyński, reżyseria: Marek Okopiński;
- Rycerskość wieśniacza P. Mascagni – Lola, Opera w Krakowie, kierownictwo muzyczne Andrzej Straszyński, reżyseria: Laco Adamik;
- Złote runo – światowa prapremiera podczas Festiwalu Tansmana w Łodzi, Teatr Wielki, 2016 r. A. Tansman – Tibialegre (Lekkipiszczel), Teatr Wielki w Łodzi, kierownictwo muzyczne Łukasz Borowicz, reżyseria: Maria Sartova;
- Zemsta nietoperza Johann Strauss – Książę Orłowski, kierownictwo muzyczne – Tadeusz Kozłowski, inscenizacja i reżyseria – Giorgio Madia, Teatr Wielki w Łodzi, premiera – 13 stycznia 2018 r.;
- Rigoletto Giuseppe Verdi – Maddalena, kierownictwo muzyczne – Tadeusz Kozłowski, reżyseria – Paulo Bosisio, Teatr Wielki w Łodzi, premiera – 9 czerwca 2018 r.;
- Człowiek z Manufaktury Rafał Janiak - Zofia, kierownictwo muzyczne: Rafał Janiak, reżyseria - Waldemar Zawadziński, Teatr Wielki w Łodzi, premiera – 2 lutego 2019 r.;
- Samson i Dalila Camille Saint-Saëns - Dalila, kierownictwo muzyczne: Vladimir Kiradjiev, reżyseria - Marek Weiss, Teatr Wielki w Łodzi, premiera – 30 marca 2019 r.;
- Niestraszny Straszny Dwór Stanisław Moniuszko - Jadwiga, kierownictwo muzyczne: Michał Kocimski, reżyseria - Roberto Skolmowski, Teatr Wielki w Łodzi, premiera – 5 maja 2019 r.;
- Viva La Mamma! Gaetano Donizetti - Dorotea, kierownictwo muzyczne: Marta Kosielska, reżyseria - Roberto Skolmowski, Teatr Wielki w Łodzi, premiera – 23 listopada 2019 r.;
- Don Carlos Giuseppe Verdi - Księżna Eboli, kierownictwo muzyczne: Vladimir Kiradjiev, Teatr Wielki w Łodzi, premiera – 19 marca 2021 r.;
- Wesele Figara W.A. Mozart - Marcelina, klucznica, kierownictwo muzyczne: Adam Banaszek, reżyseria, inscenizacja - Roberto Skolmowski, Teatr Wielki w Łodzi, premiera – 18 grudnia 2021 r.;

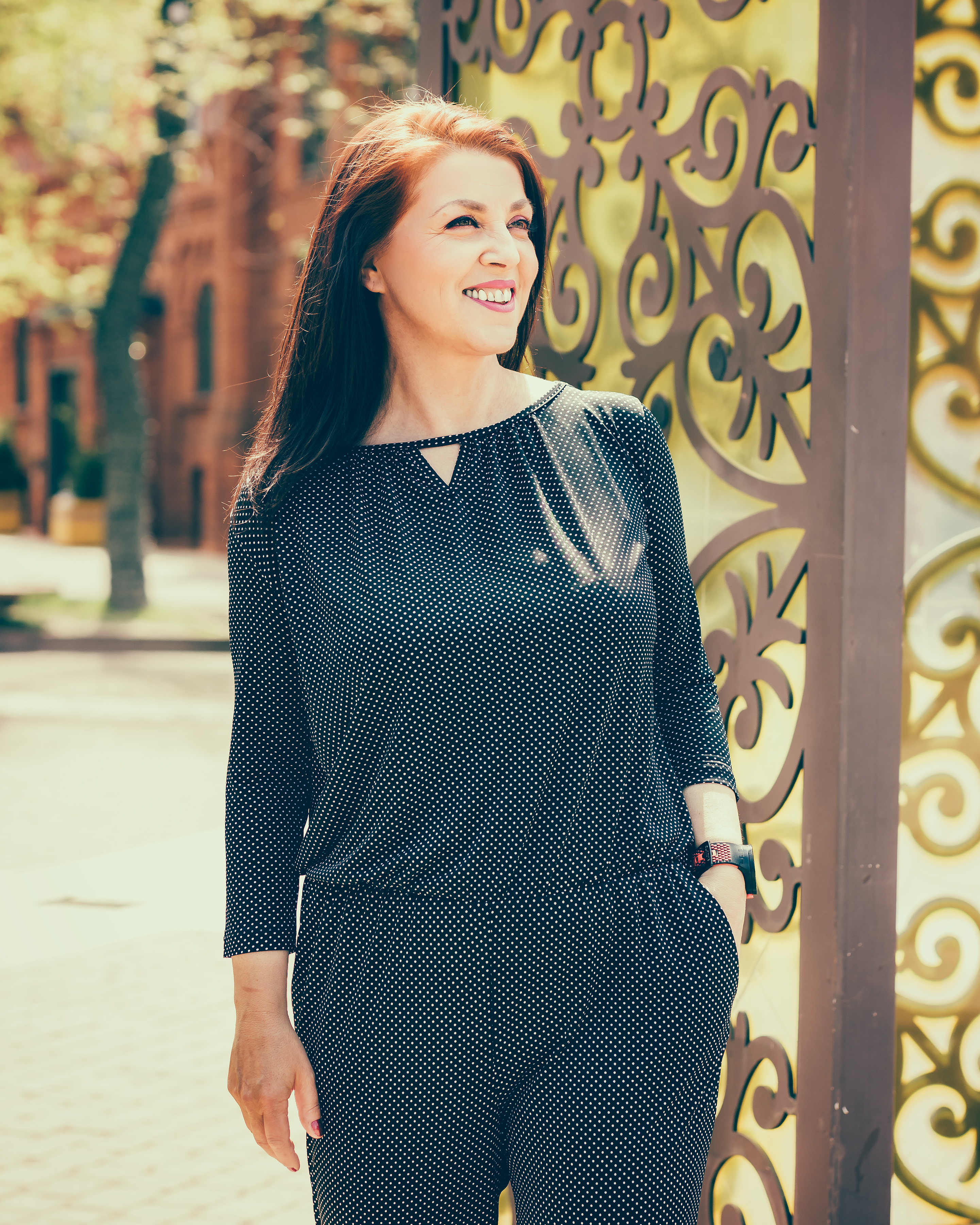
Agnieszka Makówka, fot. Filip Marszał, 2020

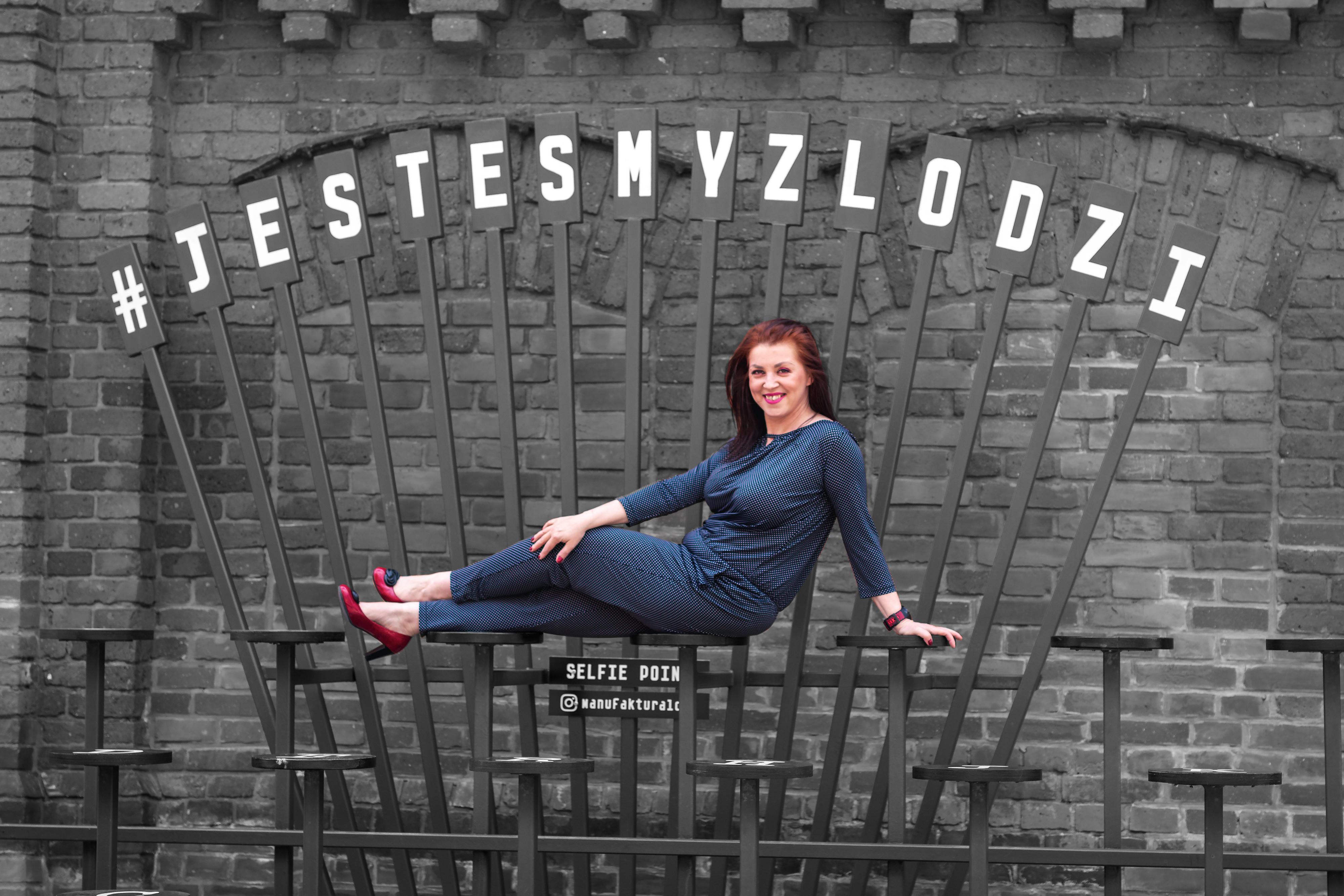
Agnieszka Makówka, fot. Filip Marszał, 2020

#### Filharmonie
Artystka współpracowała z następującymi filharmoniami: Filharmonia Narodowa w Warszawie, Filharmonia Łódzka, Filharmonia Lubelska, Filharmonia Częstochowska, Filharmonia Śląska w Katowicach, Filharmonia Podkarpacka w Rzeszowie, Filharmonia Płocka, Opera i Filharmonia Podlaska w Białymstoku, Filharmonia Poznańska, Filharmonia Radomska.
Występowała pod batutą dyrygentów: Tadeusz Kozłowski, Kazimierz Kord, Krzysztof Penderecki, Andrzej Straszyński, Kai Bumann, Wojciech Michniewski, Vladimir Kiradijew, Łukasz Borowicz, Marek Pijarowski, Tadeusz Wojciechowski, Jeremi Rhorer, Wojciech Rodek. Śpiewaczka współpracuje również z Dolnośląską Filharmonią w Jeleniej Górze, gdzie uczestniczy w galach operowych pod kierownictwem dyrygenta Jerzego Koseka.
W repertuarze oratoryjnym śpiewaczki znajdują się następujące utwory:
- G.F. Händel – Oratorium Mesjasz;
- R. Schumann – Oratorium Raj i Peri;
- W.A. Mozart – Requiem;
- W.A. Mozart – Msza koronacyjna;
- K. Penderecki – Te Deum;
- A. Vivaldi – Gloria;
- A. Vivaldi – Stabat Mater;
- G.B. Pergolsi – Stabat Mater;
- G. Rossini – Stabat Mater;
- G. Rossini – Mała msza uroczysta;
- L. van Beethoven – Missa Solemnis;
- L. van Beethoven – IX Symfonia;
- A. Dvořák – Stabat Mater;
- G. Verdi – Requiem;
- W. Kilar – Msza o pokój;
- F. Mendelshon-Bartholdy – Oratorium Eliasz.

### Musical
- Joanna – Błękitny zamek – R. Czubaty, Teatr Wielki w Łodzi, kierownictwo muzyczne: Piotr Wujtewicz, reżyseria: Ryszard Kubiak;
- Gouda – Skrzypek na dachu – J. Bock, Opera i Filharmonia w Białymstoku, kierownictwo muzyczne Grzegorz Berniak, reżyseria: Roberto Skolmowski, premiera – 26 września 2014 r.

### Muzyka kameralna
Agnieszka Makówka chętnie angażuje się w projekty kameralne. W łódzkiej Akademii Muzycznej wzięła udział w następujących dziełach:
- 2009 r. – J. Brahms – Walce Miłosne na 4 solistów i 2 fortepiany;
- w 2014 r. dla Filharmonii Łódzkiej artystka wraz z pianistą Piotrem Saciukiem zrealizowała Antologię pieśni polskiej XIX wieku;
- 2015 r. – Poświatowska i muzyka – projekt realizowany przez pianistkę Aleksandrę Nawe, w którym wykonywane są pieśni współczesnych kompozytorów do poezji H. Poświatowskiej.
- 2019 r. - we współpracy z Fundacją Sztuki oraz pianistą Janem Przepałkowskim, artystka zagrała cykl koncertów Operowe podróże Stanisława Moniuszki - z okazji roku Moniuszkowskiego.

## Inne projekty, wydarzenia i dokonania artystyczne
W latach 2009–2011 śpiewaczka współpracowała z Polską Orkiestrą Radiową, gdzie pod batutą Łukasza Borowicza dokonała wielu nagrań m.in.:
- Ignacy Dobrzyński – Opera Monbar, czyli Filibustierowie jako Rozalia;
- Feliks Nowowiejski – Legenda Bałtyku jako Swatawa;
- Grażyna Bacewiczówna – Przygody króla Artura jako Matrona, Pani Pobożna;
- Laks – Bezdomna jaskółka jako Jaskółka;
- Missa Sine Nomine (Msza bez nazwy), Filharmonia Łódzka, 2016 r., kierownictwo muzyczne Vladimir Kiradjiev.

Artystka współpracowała również z orkiestrą młodzieżową „Juventus” przy realizacji koncertu „Zamek na Czorsztynie” Karola Kurpińskiego. Rok 2011, Filharmonia Narodowa, dyrygent – Kai Bumann.
Wszechstronne predyspozycje wokalne umożliwiają artystce udział w operetkach, musicalach i koncertach muzyki rozrywkowej, m.in.:
- J. Strauss – Zemsta nietoperza – Książę Orłowski, Teatr Wielki w Łodzi;
- R. Czubaty – Błękitny zamek - Joanna – grany od 2002 r., Teatr Wielki w Łodzi;
- J. Bock – Skrzypek na dachu – Gouda – Opera i Filharmonia w Białymstoku premiera wrzesień 2014 r. w reżyserii Roberto Skolmowskiego;
- J. Strauss – Baron cygański – Czipra, Mirabella – Teatr Wielki w Łodzi;
- J. Strauss – Noc w Wenecji – Agricola – Teatr Wielki w Łodzi.

W 1996 r. artystka wzięła udział w uroczystym wręczeniu doktoratu Honoris Causa Uniwersytetu im. Braci Lumiere w Lyonie Andrzejowi Wajdzie z okazji 100-lecia kina. W 2000 r. wystąpiła z recitalem na Festiwalu Rossiniowskim w Gandawie, a w 1992 r. półrecital na Festiwalu Pianistycznym im. F. Chopina w Dusznikach Zdroju. W 2003 r. wystąpiła na Festiwalu Muzyki Współczesnej w Jerez (Hiszpania) z utworem Pierrot lunaire A. Schönberga. Śpiewaczka również wielokrotnie brała udział w Festiwalu Operowo-Operetkowym w Ciechocinku. Artystka współpracowała również (w latach 2013–2015) z tenorem Bogusławem Morką.
2005 r. – projekt „Broadway, Broadway” zrealizowany wspólnie z Dorotą Wójcik i Rafałem Songanem, solistami łódzkiego Teatru Wielkiego – premiera 1 kwietnia 2005 r.;
2015 r. – interdyscyplinarny projekt „Metropolis”, artystka wraz z Władysławem Komendarkiem (instrumenty klawiszowe) oraz Igorem Gwaderą (gitara elektryczna) wystąpiła tworząc na żywo ścieżkę dźwiękową do niemego filmu F. Langa „Metropolis” (1927 r.) – premiera 24 października 2015 r. podczas 7. Międzynarodowego Festiwalu Producentów Muzycznych Soundedit. Projekt został również zrealizowany 20 marca 2016 r. w Teatrze Wielkim w Łodzi oraz 16 maja 2016 r. w Filharmonii im. H. Wieniawskiego w Lublinie. W 2017 r. koncerty Projektu „Metropolis” zostały zrealizowane w Warszawie (Studio S1 Polskiego Radia), Drawsku-Pomorskim, Goleniowie i Szczecinie. Władysław Komendarek, Agnieszka Makówka i Igor Gwadera artyści tworzący Projekt „Metropolis” wystąpili również w TVP Kultura w programie Pegaz.
2017 r. – Projekt „100 pieśni na 100 lat niepodległości” realizowany w Teatrze Wielkim w Łodzi, artystka jest jego pomysłodawcą i koordynatorem.
2017 r. - koncert jubileuszowy z okazji 50-lecia Teatru Wielkiego w Łodzi - 20. stycznia 2017 r.
2018 r. - Widowisko multimedialne z okazji 100-lecia Niepodległości RP "Bal u Naczelnika" w reżyserii Jerzego Wolniaka - premiera 27 października 2018 r.
Od 2020 r. wciela się w rolę Śpiewaczki operowej w sztuce Anny Burzyńskiej Akompaniator (reżyseria: Mariusz Pilawski, premiera: październik 2020 r.)
Od 2021 r. występuje w sztuce Paradiso według Dantego (reżyseria: Ewa Wycichowska, premiera: 2021 r.)

## Nagrody
- 1992 r. – druga nagroda (pierwszej nie przyznano) na Międzyuczelnianym Konkursie Wokalnym w Dusznikach Zdroju;
- 1994 r. – wyróżnienie na Konkursie im. Roberta Schumanna w Zwickau;
- 1995 r. – trzecia nagroda na Międzynarodowym Konkursie Sztuki Wokalnej im. Ady Sari w Nowym Sączu;
- 1997 r. – finalistka Międzynarodowego konkursu Wokalnego im. Antonína Dvořáka w Karlowych Varach;
- 2000 r. – Nagroda Państwowej Akademii Nauk dla „Najlepszej Artystki”;
- 2007 r. – nagroda „Złota Maska” za najlepszą kreację wokalno-aktorską, czyli Cherubina w Weselu Figara W.A. Mozarta;
- 2007 r. – Nagroda Marszałka Województwa Łódzkiego za całokształt twórczości;
- 2011 r. – Nagroda Marszałka Województwa Łódzkiego za propagowanie województwa łódzkiego w Polsce;
- 2014 r. – Nagroda Marszałka Województwa Łódzkiego za całokształt twórczości;
- 2014 r. – Nadanie przez Ministra Kultury i Sztuki honorowej odznaki „Zasłużony dla kultury polskiej”.
- 2021 r. - Uhonorowanie brązowym medalem "Założony Kulturze Gloria Artis"

## Dyskografia
- Przygody króla Artura Grażyna Bacewicz;
- Bezdomna jaskółka Simon Laks;
- Monbar czyli Filibustierowie Ignacy Dobrzyński;
- Poświatowska i muzyka Nawe, Makówka, Zając-Caban.